# Pomerski zaljev
Pomerski zaljev este o arie protejată (sit de importanță comunitară — SCI) din Croația întinsă pe o suprafață de 68,56 ha, integral marine.

## Localizare
Centrul sitului Pomerski zaljev este situat la coordonatele 44°49′12″N 13°53′25″E / 44.820096°N 13.890351°E.

## Înființare
Situl Pomerski zaljev a fost declarat sit de importanță comunitară în iulie 2013 pentru a proteja un număr necunoscut de specii din flora spontană și fauna sălbatică aflate în arealul zonei.

## Biodiversitate
Situată în ecoregiunea marină mediteraneană, aria protejată conține 1 habitat natural: Lagune de coastă.
La baza desemnării sitului se află un număr nedeclarat de specii protejate.